# Улица Париске комуне
Улица Париске комуне се налази на Новом Београду. Простире се од кружног тока (код општине Нови Београд) до улице Тошин бунар.
Дужина улице износи 1.240 метара.
Улицом саобраћа велики број линија ГСП-а: 18, 65, 72, 75, 76, 77, 78, 82 и 708.
У улици се налази ТЦ „Фонтана“, МакДоналдс, Хала спортова, Девета београдска гимназија.